# 超連射68k
超連射68k（ちょうれんしゃ68k）とは、ファミベのよっしんによって製作された縦スクロール型シューティングゲーム。
X68000用ソフトとして製作され1995年に初版が公開、1998年に1.0版が完成、後に「超連射68K for Windows」としてWindowsに移植されている。
X68000版はX68000ユーザーに強い支持を受けた他、同人ゲームでありながら、1990年代最高のシューティングゲームの一つとして数えられる事もある。
現在は、X68000版、Windows移植版ともにフリーソフトとしてダウンロードできる。
2025年1月1日、“X68000 Z Early Access Kit”に同梱されたバージョンを基にしたWindows用ソフト『超連射68k ver1.10』が公開された。

## 概要
ショット+ボンバーの2ボタンによるオーソドックスなスタイルであり、ショットにはフルオート連射機能が無く、自分でボタン連打をしなければならないのが特徴である。タイトルの超連射から、高橋名人ばりの高速連射が必要と捉えられがちだが、ボタンを1回押すごとに数発の弾が発射されるセミオート連射仕様であるため、１秒間に４回以上のペースで押せばベストになるように調節されている。
特定の敵を倒すと、一発だけ弾を防げるシールド、ショットパワーアップ、ボンバー補充の三つのアイテムが輪になって出現し、状況に合わせてそのうち一つを取得する。各アイテムを最大数まで取得していた場合は得点が得られ、連続して取得することで得られる得点も増加する。アイテムをとらずに輪の中にしばらく居ると、アイテムの輪が高速回転し3つ全てを同時に取得できるが、下方向にスクロールに合わせて動きを微調整しなければならない上に動きも制約されるというリスクも存在する。スコアを一定の得点まで取得することで、シールドアイテムがエクステンドアイテム(1up)になる。このアイテムを一度取り損なうと、再びエクステンドの規定点まで達するまでエクステンドすることができない。エクステンドのための規定点は100万点周期であるため、ステージクリア時の残機の数がそのまま得点につながり、残機が多ければ多いほどエクステンドしやすくなる。
2周エンド。スプライトダブラー・XSPにより、X68000の仕様以上のスプライトを表示している。これにより大きな敵キャラクターや爆発などの過剰な演出を実現している。XSPは単体でフリーソフトとして公開されている。背景は一枚絵の二重スクロールが繰り返される。さまざまな技巧を加えられているが、本作はフロッピーディスク一枚に入るほどの容量でもある。
X68000版は早期に公開された開発中のバージョンが複数ある。
Windows移植版では、「マルチコアCPUを積んだ環境で起動するとBGMが正常に再生されない」という不具合があったが、のちのバージョン（Ver.2017/5/23)では修正されている。

## 超連射68kオリジナルサウンドトラックCOMPLETE EDITION
ゲーム中に使用されたオリジナル曲の他、アレンジ曲を収録したCD3枚組、全45曲のサウンドトラックCD。アレンジ曲を実際にゲームBGMとして使用できるデータや未収録曲を収録されたおまけCDもあるため、実質的に4枚組である。EGG MUSICでも配信されている。

## 移植版
| No. | タイトル              | 発売日 | 対応機種 | 開発元             | 発売元             | メディア     | 型式 | 備考           |
| --- | --------------------- | ------ | -------- | ------------------ | ------------------ | ------------ | ---- | -------------- |
| 1   | 超連射68k for Windows | 2001年 | Windows  | ファミベのよっしん | ファミベのよっしん | ダウンロード | -    |                |
| 2   | 超連射68k             | 2023年 | X68000 Z | 瑞起               | 瑞起               | SDカード     | -    | X68000版の移植 |

## その他
- ネームエントリー時、空欄にした時に出現する名前は全て東亜プランのシューティングゲーム。ゲーム内容も東亜プランリスペクトがいくつか見られる。
- 音楽を担当したのは、後に巫女みこナースのテーマ曲「巫女みこナース・愛のテーマ」を作曲する柏木るざりん。
- フランスのゲーム専門チャンネルによるSTG特集ドキュメンタリーにて、一瞬だが登場した。
- キャラデータとサウンドを改造した「チョビ連射」というパロディソフトが存在する。